# Soopafly
Soopafly, de son vrai nom Priest Joseph Brooks, né le 8 décembre 1972 à Long Beach, Californie, est un rappeur et  producteur de hip-hop américain.

## Biographie
Aîné d'une famille de trois enfants, Brooks grandit à Long Beach. Son père lui offre un piano après qu'il a été inspiré par les pianistes qu'il voyait à l'église.

### Carrière
Durant son adolescence, il rencontre Snoop Dogg et Dr. Dre. Il se fait une place au sein de Death Row Records grâce à ses qualités de pianiste, et produit son premier morceau pour la bande originale du film Murder Was the Case. Il joue du piano pour Dr. Dre et Ice Cube, sur le titre Natural Born Killaz, mais sa première apparition créditée en tant que producteur est sur le titre Who Got Some Gangsta Shit de Tha Dogg Pound.
En 1995, il produit le titre Sooo Much Style pour Tha Dogg Pound sur leur premier album Dogg Food, et joue du piano sur huit autres chansons. En 1996, il est en featuring sur la bande originale du film A Thin Line Between Love and Hate, sur la chanson I Don't Hang, dont un remix sera réalisé plus tard. La même année, il atteint une exposition plus importante avec sa participation à l'album Tha Doggfather de Snoop Dogg, sur les titres Freestyle Conversation et You Thought. Depuis, il produit et est en featuring avec des artistes de Long Beach comme Snoop Dogg, Daz Dillinger, Kurupt ou encore RBX. Il compte trois albums solo.

### Westurn Union
En juillet 2006 se forme le groupe Westurn Union composé de Soopafly, Damani et Bad Lucc. Ils font leur première apparition sur l'album de Snoop Dogg Tha Blue Carpet Treatment et réalisent un street single I Don't Think So produit par Rick Rock.
En avril 2008, ils publient une mixtape, House Shoe Musik, Vol. 1, présentée par DJ Crazy Toones. La compagnie Western Union menace de les poursuivre en justice s'ils ne changent pas le nom du groupe. Malgré la différence entre « Westurn » et « Western », le label ne veut pas s'engager dans un procès qui pourrait coûter cher et le groupe est rebaptisé Dubb Union. Après avoir signé un contrat avec Koch Records et Doggystyle Records, ils réalisent leurs premier album, Snoop Dogg presents Dubb Union, le 2 septembre 2008.

## Discographie

### Album collaboratif
- 2008 : Snoop Dogg Presents Dubb Union (avec Dubb Union)